# NORML France
 (mai 2025).
Motif : aucune source secondaire centrée permettant de vérifier la notoriété de la branche française
- Archive Wikiwix
- Bing
- Cairn
- DuckDuckGo
- E. Universalis
- Gallica
- Google
- G. Books
- G. News
- G. Scholar
- Persée
- Qwant
- (zh) Baidu
- (ru) Yandex
- (wd) trouver des œuvres sur Wikidata

| 1. | Préciser le motif de la pose du bandeau. | Précisez le motif de la pose du bandeau en utilisant la syntaxe suivante : {{admissibilité à vérifier\|date=mai 2025\|motif=remplacez ce texte par le motif}}                     |
| 2. | Informer les utilisateurs concernés.     | Pensez à avertir le créateur de l'article, par exemple, en insérant le code ci-dessous sur sa page de discussion : {{subst:avertissement admissibilité à vérifier\|NORML France}} |

Cet article peut avoir été édité par une personne ayant un lien étroit avec son sujet ; il faut le réécrire dans un article avec un point de vue neutre. Si vous êtes étroitement lié au sujet de cet article, veuillez le déclarer sur sa page de discussion. (juillet 2020)
NORML France (/ˈnɔːrməl/), anciennement Chanvre & Libertés-NORML France, est une association française à but non lucratif de réduction des risques en matière d'usage de chanvre (Cannabis sativa L.) et de plaidoyer en faveur de l'évolution du statut légal de cette plante. Elle est issue de la fusion de deux associations locales CIRC Nord-Est et Chanvre & Violettes (collectif CIRC-Cannabis Sans Frontières Midi-Pyrénées) et d'une première association de taille restreinte également appelée NORML France. Après s'être dénommée Chanvre & Libertés lors de la fusion en 2013, l'association adopte définitivement le nom de NORML France le 12 septembre 2017.
L'association développe essentiellement ses actions en France, où elle cherche à fédérer une société civile en faveur d'une évolution de la législation en matière d'usage de stupéfiants et à promouvoir la réduction des risques ainsi que la prévention en matière d'usage de cannabis.
L'association est active auprès d'organismes internationaux compétents contrôle du chanvre (ONUDC, OICS, CND, Parlement européen) et fut à l'origine de la création de l'ONG internationale FAAAT think & do tank (en) ayant repris les activités relatives aux autres pays que la France et/ou autres drogues que le chanvre. NORML France se concentre désormais sur le niveau national, mais continue d'agir aux côtés de FAAAT, en particulier au sein de la Plateforme de la Société Civile Française pour la réforme des politiques des drogues et agit aussi dans un cadre européen.

## Histoire
Historiquement, la fondation de l'association date de 1995 sous le nom de CIRC Nord-est, initialement une association d'usagers de chanvre. En décembre 2013 à Bordeaux, elle a fusionné avec l'association Chanvre & Violettes - Collectif CIRC-Cannabis sans frontières Midi-Pyrénées (elle-même fondée en 2011 et déclarée en préfecture en juin 2012) pour devenir dans un premier temps la Coordination Chanvre & Libertés puis Chanvre & Libertés, association à vocation nationale. Défendant les Cannabis social club, elle se place dans la succession de l'association CSCF, dissoute par décision du Tribunal de Grande Instance de Tours en juin 2013,.
À partir de 2004,,, l'association avait commencé à adopter une approche de réduction des risques liés à l'usage de cannabis. En 2014, Chanvre & Libertés fusionne avec l'association NORML (en) France ; à l'occasion de cette fusion, l'optique de réduction des risques et dommages est entérinée dans les statuts de l'association et celle-ci se renomme NORML France.

## Objectifs
NORML France se définit comme « une association de la société civile » abordant « une vision fondée sur une expertise croisée des usagers de chanvre avec les professionnels des secteurs de la santé et du droit ». La position de l'association est résumée par les mots du Dr Olivier Bertrand, médecin addictologue de la Commission Santé et prévention de NORML France : « Demain, si les quatre millions d'usagers de cannabis consomment mieux, cela fera autant de cancers, d’infarctus ou d’AVC en moins, et moins de dommages liés à l'addiction ».
NORML France se revendique indépendante de tout mouvement politique, syndical ou religieux et ne reçoit aucune subvention étatique. L'association s'organise selon un modèle géographique et commissions thématiques. Selon son site internet, les objectifs poursuivis consistent à :
- Fédérer les acteurs de la société civile décidés à faire évoluer le statut légal du chanvre (Cannabis sativa L.) en France ;
- Promouvoir des politiques en matière de cannabis basées sur l'expertise croisée des usagers de cannabis avec les professionnels des secteurs de la Santé et du Droit. Construire un modèle de régulation de la filière cannabicole plus juste, efficace, social et solidaire, qui soit prioritairement axé sur deux thématiques centrales : la santé et l’emploi ;
- Mettre en place une politique d’information et de sensibilisation des consommateurs de cannabis, dans une démarche sanitaire de réduction des risques ;
- Participer au mouvement mondial pour la réforme des politiques internationales relatives aux contrôle des drogues (conventions internationales de 1961, de 1971 et de 1988, et plans d'action de l'ONUDC) ;
- Développer des outils théoriques, statistiques ou pratiques afin de mettre en œuvre ces points précédents.

## Actions

### Locales
- Organisation d’événements autour de la culture des usagers de cannabis (Coupe du Chanvre fleuri en 2001 ; Festival Euphoriant en 2002[16] ; Fête des graines en 2014[17] ; l'Appel du 18 joint jusqu'en 2013[18],[19],[20] ; Marche mondiale pour le Cannabis à Toulouse (depuis 2011), Metz et Marseille (depuis 2014)[21],[22],[23],[9],[24],[25],[26],[27],[28]) et le Paris 420 Festival en 2019;
- Relai à Toulouse de la campagne internationale Support. Don't punish.[29] depuis 2014 aux côtés de AIDES, Médecins du monde, Act-Up Sud-Ouest, KorZéame, AFR, Fédération Addiction[30], Réseau Addiction Midi-Pyrénées, Harm Reduction International, Alliance internationale pour le VIH/SIDA ;
- Présence avec des stands d'information et des espaces de débats dans les marchés[31], lors de rencontres culturelles ou politiques[32] ou à l'occasion d’événements consacrés à la culture cannabique et aux usagers de chanvre[33] ;
- NORML France soutient, au plan local, la création de structures d'auto-support d'usagers de cannabis comme les Cannabis Social Clubs, et cherche à mettre en place des modèles expérimentaux licites permettant de régulariser ces pratiques.

### Nationales
- L'association mène des campagnes de plaidoyer en partenariat avec d'autres organismes français ou internationaux, et relaie les campagnes organisées par des associations et organismes partenaires.
- Plaidoyer et lobbying pour un assouplissement des lois relatives au cannabis (Proposition de loi de la sénatrice Esther Benbassa en 2014, projet de loi de modernisation du système de Santé de la ministre Marisol Touraine[34]) à travers des rencontres[35] et auditions parlementaires[36],[37], des propositions d'amendements[37],[38],[39], des communications publiques[40],[41] ;
- Diffusion du code de conduite européen pour les Cannabis Social Clubs[42] et promotion de ce modèle auprès des auto-producteurs, de la société civile, du personnel politique, des professionnels de Santé[43] et du droit et des centres d’accueil et d’accompagnement à la réduction des risques pour usagers de drogues. NORML France cherche également à créer les conditions d'une réflexion et d'une étude poussée sur ce modèle à travers l'organisation de forums[44] et séminaires d'experts[45],[46] ;
- Diffusion et promotion de l'utilité du cannabis et des cannabinoïdes en médecine et en pharmacie, en partenariat avec deux des associations affiliées à NORML France[47] : Union Francophone pour les Cannabinoïdes en Médecine (UFCM-Icare) et Cannabis Sans Frontières[48],[49].

### Internationales
Depuis 2016, l'association s'est scindée, pour se concentrer sur les activités basées en France. L'association Fondation pour des approches alternatives en matière d'addiction, composée essentiellement de membres et personnalités proches de Chanvre & Libertés, a repris le travail entamé par l'association entre 2013 et 2016, tout en continuant de synchroniser leurs actions.
- Lobbying auprès des candidats au Parlement européen avec la coalition ENCOD pour une réaffirmation des positions prises en 2004 à l'initiative de l'eurodéputé italien Giusto Catania[50]. En 2014, de nombreux candidats au poste de Député européen, dont 15 français[51] ont signé le Manifeste pour des politiques des drogues saines et sûres dans l'Union Européenne[52]. Parmi eux, 21 seront élus, dont cinq français : Michèle Rivasi, Christine Revault d'Allonnes-Bonnefoy, Isabelle Thomas, Éric Andrieu et Sylvie Guillaume ;
- NORML France est un des membres fondateurs de la Coalition internationales des patients usant de cannabis médical (IMCPC, International Medical Cannabis Patients Coalition)[53], coalition créée le 7 mars 2015 à Prague[54] à l'occasion du Colloque international sur le Cannabis et les cannabinoïdes en Médecine, organisé sous le patronage du Ministre de la santé tchèque, le Dr Svatopluk Němeček, et des Pr Michel Kazatchkine et Pavel Bém membres de la Global Commission on Drug Policies[55],[56];
- Présence des militants de l'association sous l'étiquette #ProCannabisTeam lors des sessions annuelles de la Commission des stupéfiants des Nations unies en 2014[57] et 2015[58],[59],[60]. En 2015, un membre de NORML France présentait la situation de criminalisation des usagers de chanvre en France lors d'un évènement organisé par ENCOD au sein de l'Office des Nations unies à Vienne[61],[62] et en 2016 un atelier sur le modèle de Cannabis social club[63]  ainsi qu'un livret de plaidoyer en 3 langues sur ce modèle[64],[65]. NORML France a pu se rendre aux sessions de cette Commission grâce à des financements participatifs. En 2016 à la Commission, a été faite publique la passation des activités internationales principales de l'association au nouveau think tank FAAAT ;
- Prises de positions internationales en faveur des droits des usagers de drogues, contre la prohibition et la Guerre aux drogues, contre la peine de mort envers les personnes condamnées pour infractions à la législation sur les stupéfiants[66], et à travers la participation à des réseaux internationaux (International Drug Policy Consortium[67], European Coalition for Just and Effective Drug Policies (en) et New-York NGO Committee on drugs[68] ;
- Relai des informations relatives aux évolutions des politiques en matière de cannabis dans le monde[69],[70] et participation à la Plateforme de la Société Civile Française pour la réforme des politiques des drogues ;